# فلترة مواقع الإنترنت المتاحة في المدارس
التطور التكنولوجي جعل استخدام الحاسوب أكثر انتشاراً في المدارس، مما حث على ضرورة حماية الطلاب من المحتوى غير مناسب.هذا يسمح للطلاب باستخدام مواقع تعليمية ّذات محتوى غني لتحسين تجربتهم العلمية. تستخدم العديد من المدارس انظمة فلترة لتسهيل التحكم في المواقع المتاحة للطلاب والاخرى المحظرة عليهم.
وتشترط اتفاقية حماية الأطفال على الإنترنت في الولايات المتحدة الأمريكية حصول المدارس على اجراءات مناسبة لحماية الطلاب من المحتوى المضر وغير ملائم على الإنترنت، حتى يستحقوا تخفيض رسوم الاشتراك بالانترنت من خلال التمويل العالمي للخدمة التي تعرف أيضا بـ E-Rate program. هناك العديد من الخدمات التجارية المجانية والمدفوعة التي تمكن المدارس من الالتزام بمعايير اتفاقية حماية الأطفال وتلقي تخفيضات مادية. 

## أنواع الفلترة للمواقع
ان المعايير والاتفاقيات الدولية لا تلزم المدارس بنظام فلترة معين، بناء عليه معظم المدارس تستخدم مزيج من حائط الحماية الموجود في الحاسوب وانظمة أخرى مثل فلترة الDNS وفلترة الـBrowser.

### فلترة الـDNS
هو نظام فلترة يعمل على مستوى تسوية مجال الإنترنت وتمنع عنوان الـIP من دخول مواقع مضرة وغير ملائمة. هناك العديد من المنتجات المدفوعة التي تؤدي هذه الوظيفة، ولكن المدارس تسعى لحلول مجانية لتأدية هذا العمل.

### فلترة الـBrowser
بعض الوصلات على الـ Browserتسمح بتحكم الاهل في المحتوى على الإنترنت وتجعل منع المحتوى غير المرغوب به أسهل. 

### فلترة حائط الحماية
هي فلترة تحدث على مستوى عنوان الـ IP أو باستخدام تصريحات المواقع لفلترة الـHTTP وHTTPS من المواقع غير الآمنة للاطفال. هذا النوع من الحلول صعب التطبيق عمليا لان معظم المواقع تتجه حاليا إلى HTTPS مما يحد من فعاليتها.